# مقحم بن تركي آل مهيد
مقحم بن تركي آل مهيد هو أمير قبيلة الفدعان  من عنزة من وائل بن ربيعة وشخصية سياسية و عضو في البرلمان السوري، ولد في البادية الشمالية في مدينة الرقة أواخر القرن التاسع عشر ميلادي.

## نشأته
نشأ مقحم على الفروسية وخشونة البادية. وكانت الحكومة العثمانية قد منحت جد الأمير مقحم أراضي كبيرة في منطقة "جب العلي" ليعيش فيها هو وعشيرته، إلا أنهم رفضوا ترك البادية، فصارت الهجر والأراضي ملكًا له، حيث بنى قصره الفاخر هناك لاحقًا. وقف مع الثورة العربية الكبرى، فمنحه الملك فيصل الأول مشاهرة مالية، ثم أصبح نائبًا لمنطقته في مجلس النواب السوري عام 1923م.
منحته الحكومة الفرنسية، ممثلة بالجنرال ويغان، وسام جوقة الشرف لعدم مهاجمته قواتها أثناء انتشارها في مناطق الشمال والشمال الشرقي. ثم رفعت هذا الوسام إلى درجة ضابط في عهد الجنرال كاترو، بعد أن أنقذ الأمير مقحم حياة ضابط طيار فرنسي هبطت طائرته اضطرارياً في منطقته، حيث عامله معاملة حسنة. كما منحته الحكومة الإيطالية وسام "تاج إيطاليا" للسبب نفسه في حادث مشابه مع طيار إيطالي.
ساند الجيش الفرنسي خلال حربيه ضد الثوار الشاميين بقيادة الشيخ رمضان الشلاش، ثم تغيرت أفكاره لاحقًا بشأن السياسة الفرنسية في بلاد الشام، وأيد حركة الوطنيين الأحرار.
توفي في حلب عام 1960م.